# Tossal del Roig
El Tossal del Roig és una muntanya de 261 metres que es troba al municipi d'Artesa de Lleida, a la comarca catalana del Segrià. Al cim podem trobar-hi un vèrtex geodèsic (referència 254118001).